# Mauvezin (Gers)
 Mauvezin  (en occitano Mauvesin) es una población y comuna francesa, ubicada en la región de Mediodía-Pirineos, departamento de Gers, en el distrito de Condom y cantón de Mauvezin.

## Demografía
| 1866 | 1857 | 1756 | 1705 | 1671 | 1642 |
| Para los censos de 1962 a 1999 la población legal corresponde a la población sin duplicidades (Fuente: INSEE [Consultar]) |      |      |      |      |      |